# پنتافنیل‌فسفر
پنتافنیل‌فسفر یک فسفوران آلی حاوی پنج گروه فنیل است که به یک اتم فسفر مرکزی متصل هستند. اتم فسفر در حالت اکسایش ۵+ در نظر گرفته می‌شود. فرمول شیمیایی این ترکیب را می‌توان به صورت P(C6H5)5 یا Ph5P نوشت که Ph نشان دهنده گروه فنیل است. پنتافنیل‌فسفر در سال ۱۹۴۹ توسط گئورگ ویتیگ کشف و گزارش شد.

## جهت مطالعه
- Zykova, A.R. (2021). "РЕАКЦИЯ ПЕНТАФЕНИЛФОСФОРА С ГЕКСАХЛОРОПЛАТИНОВОЙ КИСЛОТОЙ" [Reaction of Pentaphenylphosphorus with Hexachloroplatinic Acid]. Bulletin of the South Ural State University Series "Chemistry" (به روسی). 13 (1): 31–38. doi:10.14529/chem210103.
- Hoffmann, Roald; Howell, James M.; Muetterties, Earl L. (May 1972). "Molecular orbital theory of pentacoordinate phosphorus" (PDF). Journal of the American Chemical Society. 94 (9): 3047–3058. doi:10.1021/ja00764a028.